# Sällskapet Karl Filip av Vasa
Sällskapet Karl Filip av Vasa, KFV, är ett manligt akademiskt ordenssällskap vid Uppsala universitet, grundat 1993. Sällskapet är uppkallat efter Karl Filip, som framhålls som ett föredöme, och som har anknytning till universitetet via sin lärare Johan Skytte.
Sällskapets mål är att bevara de akademiska traditionerna vid universitetet och att främja bildningens ideal. Sällskapets valspråk är Patria et Artes ("Fäderneslandet och konsterna").
Till traditionerna hör sammankomster varje tisdag, deltagande i Forsränningen och firandet av Gustav II Adolfs minne den 6 november. Högtidsmiddag och ordenskapitel hålls tre gånger om året. År 2000 återupplivade ordensbröderna traditionen med studentbeväring, och sedan 2007 tjänstgör de som hedersvakt under vårpromotionen iklädda 1800-talsuniformer.